# Șăulia
Șăulia [ˈʃəulia] (veraltet Șăulia de Câmpie; ungarisch Mezősályi oder Sályi) ist eine Gemeinde im Kreis Mureș in der Region Siebenbürgen in Rumänien.

## Geographische Lage

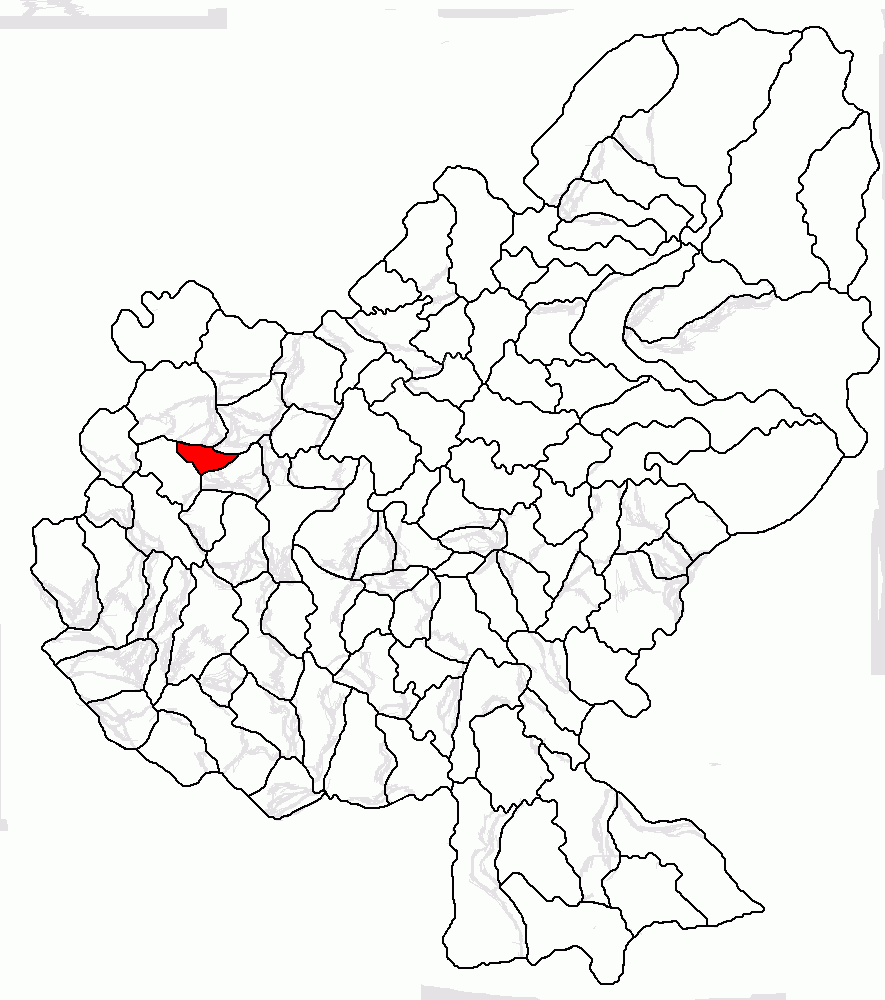
Lage der Gemeinde Șăulia im Kreis Mureș

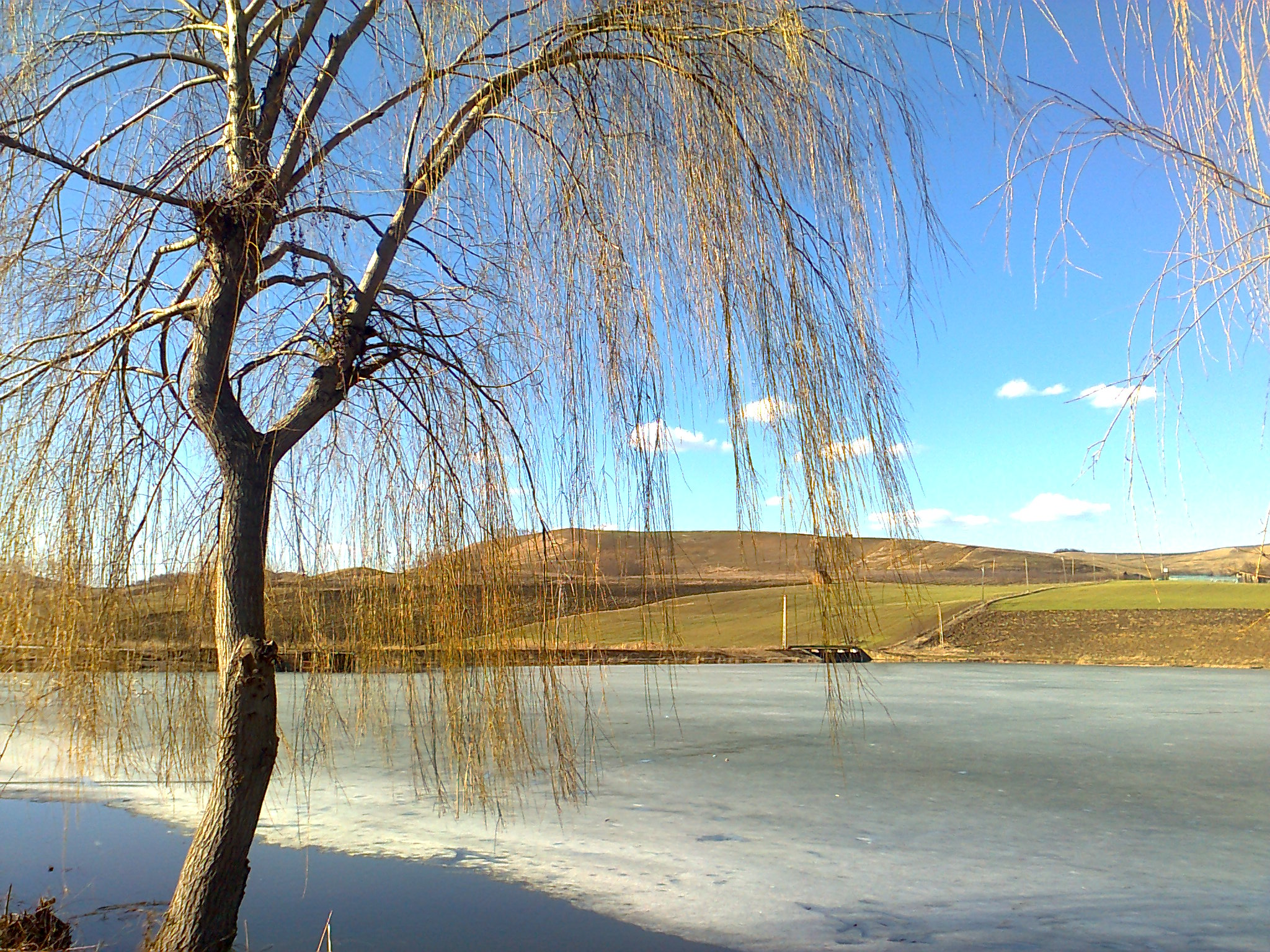
Stausee bei Șăulia

Die Gemeinde Șăulia liegt in der Siebenbürgischen Heide (Câmpia Transilvaniei) – Teil des Siebenbürgischen Becken – im Westen des Kreises Mureș, südlich des Baches Șesu und dessen Staudämmen. An der Mündung der Kreisstraße (Drum județean) DJ 152B in die DJ 151A befindet sich der Ort Șăulia 17 Kilometer südlich der Kleinstadt Sărmașu und etwa 40 Kilometer nordwestlich von der Kreishauptstadt Târgu Mureș (Neumarkt am Mieresch) entfernt.

## Geschichte
Der Ort Șăulia wurde 1377 erstmals urkundlich erwähnt und war im Mittelalter ein rumänisches Hörigendorf. Das eingemeindete Dorf Leorința-Șăulia (ungarisch Lőrincidűlő) wurde 1913, Măcicășești (ungarisch Macskás) und Pădurea (ungarisch Erdőtanya) erst 1956 erstmals urkundlich erwähnt.
Im Königreich Ungarn gehörten die Orte der heutigen Gemeinde dem Stuhlbezirk Marosludas in der Gespanschaft Torda-Aranyos und anschließend dem historischen Kreis Mureș und ab 1950 dem heutigen Kreis Mureș an.
Von den etwa 850 Haushalten der Gemeinde sind nur ca. 170 an das öffentliche Trinkwasser- und etwa zehn Haushalte an das Abwassernetz angeschlossen. Des Weiteren ist die Abfallwirtschaft verbesserungsbedürftig, auch unzulässig abgestellte Haus- und Industriemüll werden auf dem Gebiet der Gemeinde vermerkt. Außer der Landwirtschaft und Viehzucht wird auf dem Gebiet der Gemeinde auch Erdgasförderung betrieben. Das Erdgas hat hier eine Zusammensetzung aus 99 % Methan und 0,99 % Ethan.

## Bevölkerung
Die Bevölkerung der Gemeinde Șăulia entwickelte sich wie folgt:
| 1850 | 1.122 | 921   | 49  | 3 | 149            |
| 1920 | 1.890 | 1.726 | 130 | 4 | 30             |
| 1956 | 2.888 | 2.753 | 22  | - | 113            |
| 1992 | 2.003 | 1.855 | 25  | - | 123            |
| 2002 | 2.117 | 1.849 | 21  | - | 247            |
| 2011 | 2.018 | 1.615 | 28  | - | 375            |
| 2021 | 1.892 | 1.537 | 21  | - | 334 (242 Roma) |

Seit 1850 wurde auf dem Gebiet der heutigen Gemeinde die höchste Einwohnerzahl und die der Rumänen 1956 ermittelt. Die höchste Anzahl der Roma (329) wurde 2011, die der Magyaren (164) 1910 und die der Rumäniendeutschen (16) 1890 registriert.
2011 wurden im Gemeindezentrum 1.603 und in den eingemeindeten Dörfern Leorința-Șăulia 155, Măcicășești 153 und in Pădurea 107 Einwohner registriert. 79,82 % davon waren Orthodoxen, 5,45 % waren römisch-katholisch, 5,25 % waren Zeugen Jehovas, 3,72 % Pfingstler, und 2,92 % der Bevölkerung machten keine Angaben zu deren religiösen Glaubensbekennung.

## Sehenswürdigkeiten
- Außer den etwa 80 Hektar großen Stauseen, welche dem Fischfang und auch als Erholungsgebiet genutzt werden, sind in der Gemeinde Șăulia keine nennenswerte Sehenswürdigkeiten zu erwähnen.